# Партія піратів (Швеція)
Па́ртія Піра́тів (швед. Piratpartiet) — шведська політична партія, що виступає за радикальну зміну чинного законодавства щодо інтелектуальної власності, авторського права, патентів і захисту інформаційної приватності громадян, а також за підвищення прозорості влади. Партія не відносить себе ані до лівого, ані до правого політичного крила і не бажає входити до жодних політичних блоків.
На лютий 2011 року партія налічує 16 235 членів і є 6-ю за кількістю членів партією Швеції. Водночас з весни 2009 до зими 2010 року партія налічувала понад 50 тисяч членів та була 3-ю за величиною у Швеції, а її молодіжне крило «Молодий пірат» (швед. Ung Pirat) було найчисленнішою молодіжною політичною організацією Швеції з понад 22 тисячами членів.
У результаті виборів до Європарламенту в червні 2009 року Партія піратів отримала у Швеції 7,1 % голосів, що дало змогу партії отримати одне місце в Парламенті, яке отримав Крістіан Енгстрем. А після підписання в листопаді країнами Євросоюзу Лісабонської угоди квота Партії піратів збільшилась ще на одне місце. Другим депутатом Європарламенту стала 22-річна Амелія Андерсдоттер, яка стала наймолодшим членом Європарламенту. На парламентських виборах, які відбулися 19 вересня 2010 року, партія не подолала чотиривідсоткового прохідного бар'єра.
Популярність шведської Партії піратів призвела до появи аналогічних партій в інших країнах світу, які об'єднані в Інтернаціонал піратських партій (PP International).

## Історія

### Заснування партії

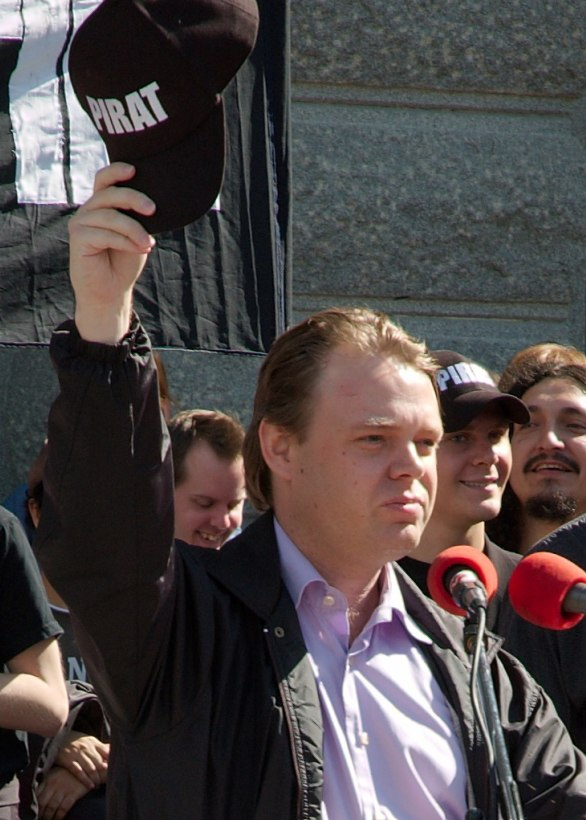
Засновник піратської партії Рікард Фальквінге

Піратський рух у Швеції почав зароджуватися навесні 2005 року, коли набрала обертів кампанія проти вільного розповсюдження файлів та за неухильне дотримання авторських прав видавців. Зокрема, за сприяння Американської асоціації кінокомпаній та музичних дистриб'юторів було вилучено найбільші в Європі піратські сервери. Відкритий лист ряду шведських музикантів, таких як Нільс Ландгрен і гурт Roxette, призвів до дебатів щодо змін до законодавства в галузі авторського права. В ході цих дискусій було запропоновано штрафувати користувачів, які при файлообміні порушують авторські права.
Ця дискусія, яка попри чималий суспільний резонанс не принесла суттєвих результатів і не знайшла розуміння політиків, і надихнула 34-річного Рікарда Фальквінге створити піратську партію. На його думку, кожен суттєвий суспільний рух мав пройти через три стадії: привертання уваги до проблеми окремими активістами, розгляд проблеми в науковому суспільстві та успішна політична реалізація. Оскільки перші дві стадії для проблеми авторського права були вирішені, але жоден політичний рух не приділяв уваги цій проблемі, Фальквінге вирішив створити піратську партію.
Партію було організовано 1 січня 2006 року. Того ж дня о 20:30 за місцевим часом відкрився її сайт, і звістка про появу політичної партії принципово нового типу швидко облетіла весь Інтернет. Перша програма партії була досить радикальною та пропонувала повністю скасувати авторське право, а також припинити членство Швеції у Всесвітній організації інтелектуальної власності та Світовій організації торгівлі. На сайті був представлений план з шести етапів, перший з яких — збір принаймні 2000 підписів, необхідних для реєстрації політичної партії у Шведській виборчій комісії. Для того, щоб партія могла брати участь у виборах до шведського парламенту 27 вересня 2006 року, підписи потрібно було зібрати до 4 лютого (хоча офіційне завершення збору підписів було призначене на 28 лютого). Проте необхідне число підписів було зібрано менш ніж за добу. До ранку 3 січня збір підписів був припинений. На той момент партії віддали підписи 4 725 чоловік (при тому, що надання особистих даних було обов'язковим).
Протягом місяця у необхідній кількості були зібрані підписи вже на папері, і 10 лютого все було готове для подання заявки на участь у виборах. На початковому етапі партійний внесок у розмірі 5 шведських крон (за тогочасним курсом 3 гривні 50 копійок) можна було внести за допомогою SMS, але згодом партійні внески було взагалі скасовано. Значну роль у популяризації партії та її політичної концепції поза межами Швеції відіграли сайти Slashdot та Digg.
Надалі партія повинна зібрати кошти для проведення виборчої компанії, відібрати кандидатів до парламенту, надрукувати бюлетені створити відділення в усіх містах Швеції з населенням понад 50 тисяч мешканців. Також була організована кампанія зі збору пожертв, яка ставила на меті зібрати 1 мільйон крон (близько 725 тисяч гривень).
З моменту її появи до піратської партії була прикута увага засобів масової інформації. Інтерв'ю засновника партії було на перших сторінках шведських газет. За перший тиждень існування Піратської партії, повідомлення про неї були опубліковані в більш ніж у 600 шведських та 500 англомовних ЗМІ. За перші два дні існування сайт партії відвідало понад 3 мільйони користувачів мережі Інтернет. Соціологічне опитування, проведене газетою Aftonbladet, показало, що понад 57 % населення підтримують створення такої партії
Ідея партії була миттєво «відпірачена» — менш ніж за тиждень з'явився сайт «Антипіратської партії», яка начебто вирішила виступити за посилення переслідування кіберзлочинців. Проте більше про «антипіратську» партію інформації не з'являлося, а їхній сайт більше не містить інформації про діяльність партії.

### Виборча кампанія 2006 року

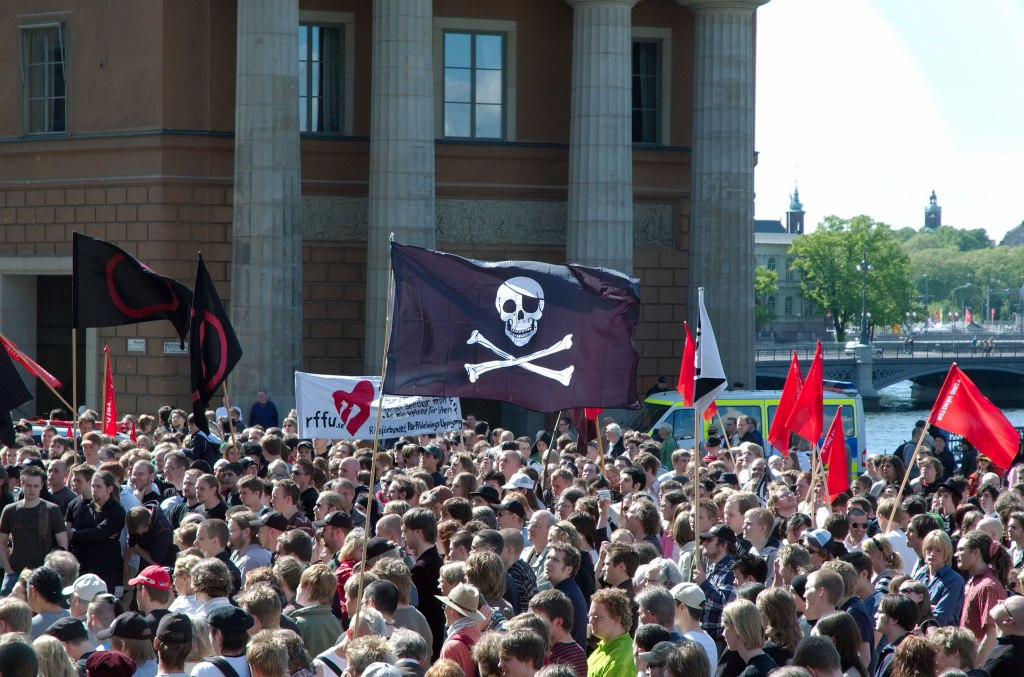
«Піратська демонстрація» в Стокгольмі

Лідери партії були впевнені, що їхня партія подолає чотиривідсотковий бар'єр і пройде до парламенту, оскільки, згідно з оцінками, у Швеції файлообмінними мережами користуються близько 1,2 мільйона чоловік, і принаймні для трьох чвертей з них питання права на вільний файлообмін має принципове значення.
Згідно з опитуванням, яке було проведене в травні 2006 року, за партію були готові проголосувати 3,1 % чоловік, які вперше брали участь у виборах. Згідно з дослідженням Ungt Val, 120 000 молодих людей віком від 15 до 21 років були готові підтримати Партію піратів. Попри те, що партія владнала всі організаційні формальності, для виборів їй все ще бракувало ефективної реклами.
31 травня 2006 року відбувся рейд шведської поліції на сервери хостингу, де розміщувався сайт The Pirate Bay та понад 200 інших сайтів, що стало приводом до першого публічного виступу партії та призвело до високого інтересу ЗМІ до партії. Якщо до цього щодня реєструвалося близько десяти нових членів партії, то лише за два дні після цієї події кількість членів партії зросла майже удвічі та склала 3611 осіб.
На знак протесту проти таких дій поліції 3 червня партія організувала масові акції у Стокгольмі та Гетеборзі, відомі як піратські демонстрації. У своїй промові лідер партії Рікард Фальквінге порівняв обмеження на файлообмін з монополією церкви на розповсюдження знань у Середньовіччя та закликав боротися за право на вільний обмін інформацією. Крім Партії піратів, у цих виступах також брали участь молодіжні організації Партії зелених, Народної ліберальної партії та Лівої партії.
На кілька днів основною темою обговорень у Швеції стала проблема авторського права та принципів розповсюдження інформації. Основним інтересом партії, окрім критики запропонованих Міністром юстиції Томасом Бодстремом обмежень на розповсюдження інформації (як згодом виявилося, запропонованих під тиском США), стало право на вільну інформацію та формування правової держави. Крім того, задля захисту права на обмін інформацією партія розробила нову послугу «darknet», яка дозволяє користувачам через захищений VPN-канал отримати IP-адресу, яку неможливо відслідкувати.
На парламентських виборах 17 вересня 2006 року здобула 34 918 голосів, що становить 0,63 % від загальної кількості виборців, що взяли участь у голосуванні. Партія піратів посіла десяте місце та не подолала прохідного бар'єра. Якби партія набрала принаймні 1 %, їй би компенсували кошти на друк бюлетенів, а в разі отримання партією 2,5-відсоткової підтримки партія отримала б кошти для наступної виборчої кампанії.

### 2006—2009 роки: реформування та тріумф у Європарламенті

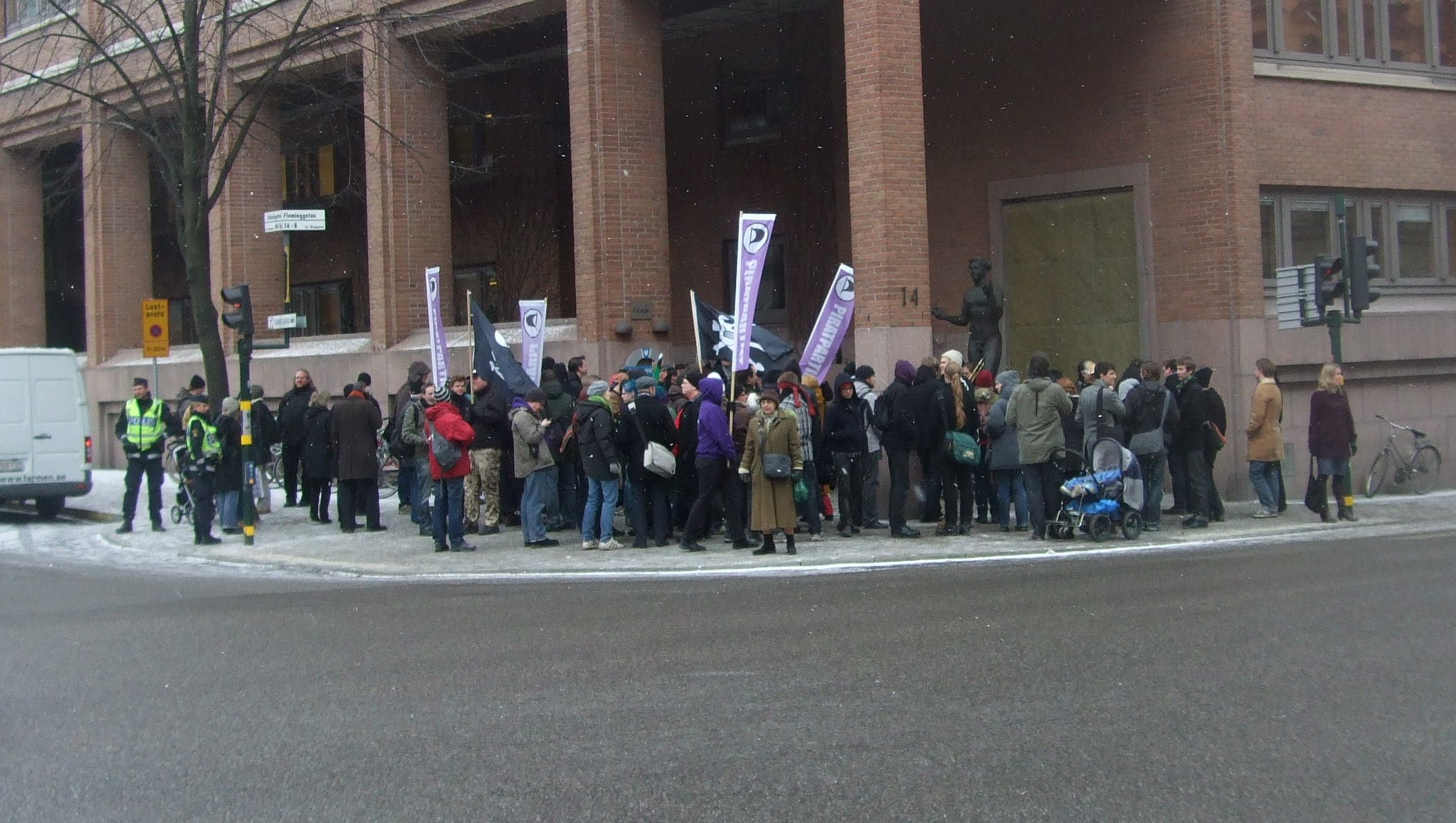
Акція протесту у лютому 2009

Після поразки на виборах 2006 року стратегія партії була змінена. Було створене молодіжне крило партії «Молодий пірат» (швед. Ung Pirat), яке станом на лютий 2011 року налічує 5287 членів і є третім за чисельністю молодіжним крилом шведської політичної партії, поступаючись лише молодіжним союзам Поміркованої партії та Соціал-демократичної партії. Основним завданням молодіжного крила є підготовка нових політиків для поповнення лав партії. Суттєвим є те, що молодіжне крило фінансується переважно з бюджету за рахунок надходжень від податків, отримавши близько 1,3 мільйонів крон фінансової допомоги попри те, що ідеї, висловлені організацією, зокрема щодо відхилення угоди про авторське право, протилежні до позиції уряду.
У новій версії програми партії від січня 2008 року більше уваги приділялося прагненню демократизації суспільства, формуванню вільного ринку, громадянського суспільства та втіленню інформаційної приватності. У новій редакції програми залишилися основні положення щодо авторського права та інтелектуальної власності, які були проголошені ще при заснуванні партії.
У 2008 році партія активно брала участь у кампанії проти проекту Директиви з забезпечення захисту прав інтелектуальної власності (IPRED), яка увійшла в історію як «буря в блогах». Після підтримки урядом Швеції цієї директиви підтримка партії дещо зросла. 8 грудня партія провела широко розрекламовану акцію під назвою «День приєднання до Партії піратів» (швед. Gå-med-i-Piratpartiet-dagen), яка закликала приєднатися до партії на знак протесту проти прийняття IPRED. Акція принесла успіх: за день до партії приєдналися майже 600 нових членів.
У лютому 2009 року Партія піратів брала активну участь у підтримці звинувачених у судовому процесі проти власників хостингу The Pirate Bay, які звинувачувалися шведською прокуратурою, Міжнародною федерацією виробників фонограм і Американською асоціацією кінокомпаній у порушенні авторських прав на музичні твори та підбурюванні інших до протизаконних дій. Завдяки спричиненому цією подією ажіотажу навколо теми авторських прав 18 лютого популярність партії значно зросла. Після зниження кількості членів партії з 9600 на початку 2007 року до 7205 станом на листопад 2008 року, вже на третій день після початку процесу кількість членів партії сягнула рекордної позначки у 10 000 чоловік, а до кінця березня 2009 року кількість членів сягнула 12,5 тисяч.

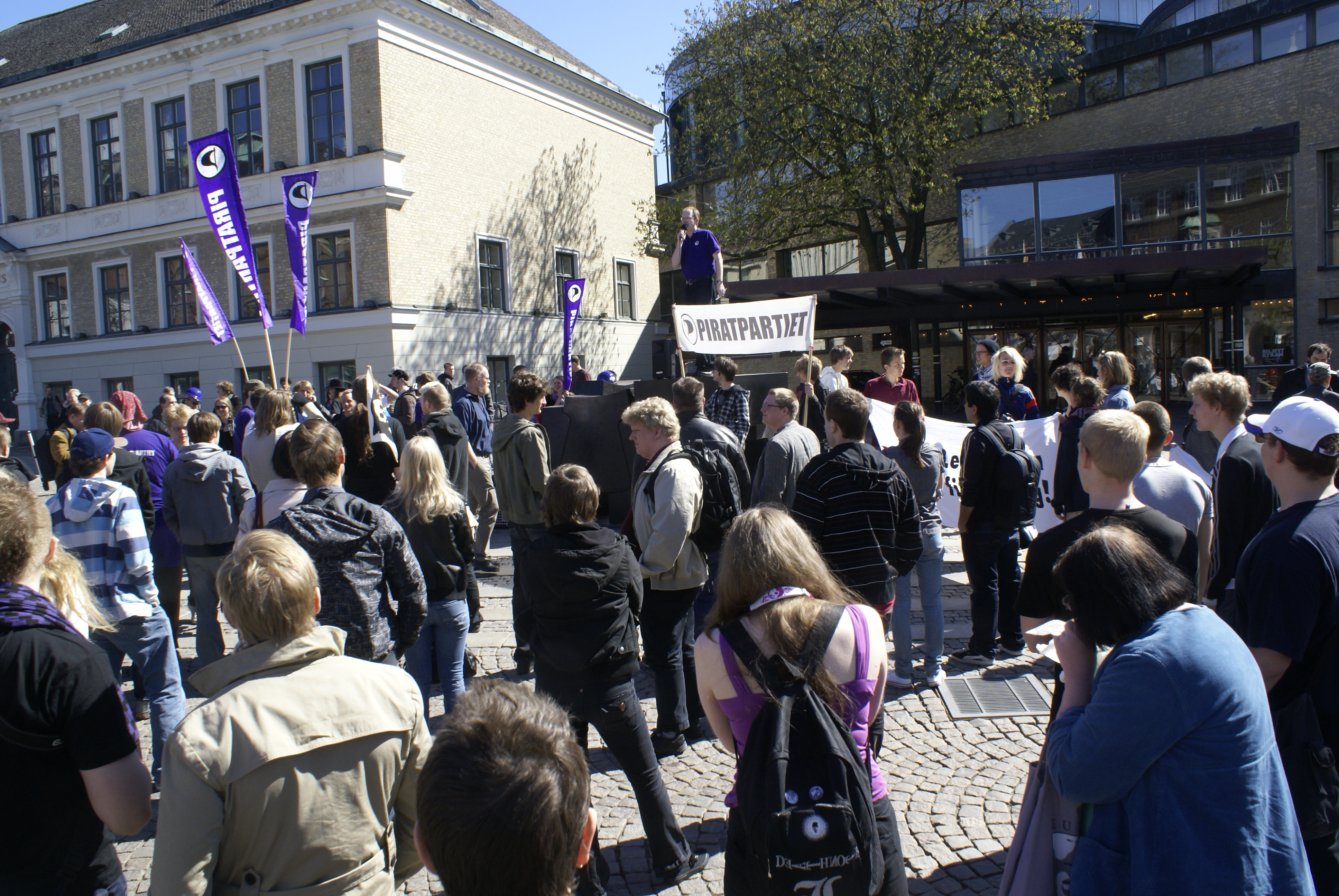
Демонстрація у Лунді, квітень 2009

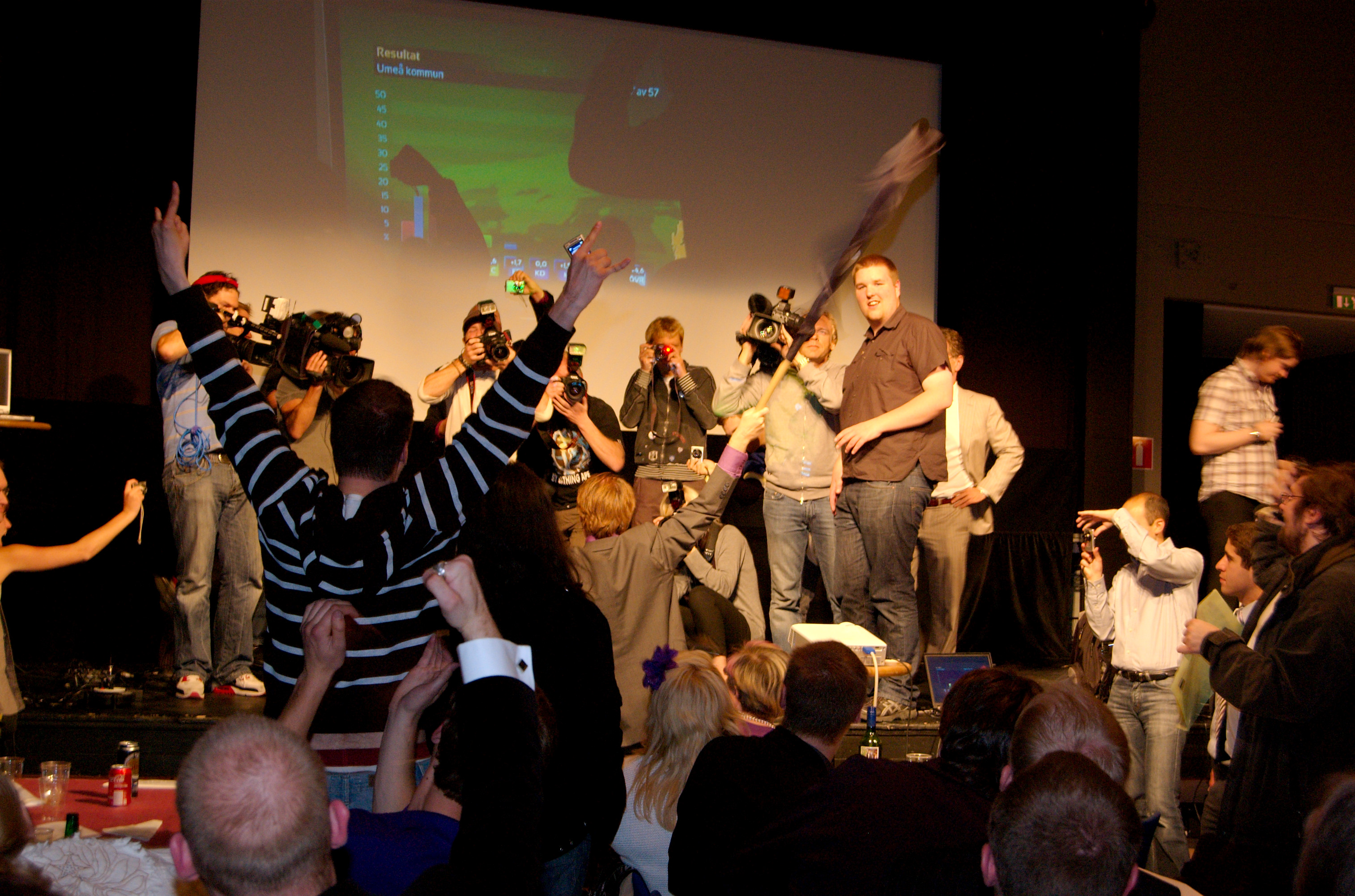
Святкування у штабі партії під час виборів Європарламенту-2009

1 квітня набула чинності у Швеції Директива з забезпечення захисту прав інтелектуальної власності (IPRED), яка вводила значні обмеження на обмін аудіо- та відеофайлами, внаслідок чого трафік у Швеції знизився на 30 %. Представники Партії піратів висловили своє занепокоєння ситуацією, вважаючи, що інтереси підприємців не повинні шкодити пересічним громадянам, створюючи негативний прецедент вторгнення компаній у приватне життя громадян. Натомість, їх опоненти визнали це рушієм переходу населення від нелегального файлообміну до легального придбання відео- та музичної продукції.
У результаті судового процесу творців The Pirate Bay — шведських програмістів Петера Сунде, Готтфріда Свартгольма, Фредріка Нея та їх спонсора мільйонера Карла Лундстрема — засудили до року позбавлення волі і багатомільйонним штрафам. Це сприяло значному зростанню популярності партії: якщо під час проведення суду чисельність партії зросла майже до 15 тисяч чоловік, то після оголошення попереднього вироку за перші сім годин зросла на три тисячі. Наступного дня на знак протесту проти судового вироку партія провела акцію протесту, яка зібрала близько 1000 осіб. Протягом наступних 10 днів кількість членів партії перевищила 40 тисяч, і вона ввійшла до трійки найчисленніших шведських політичних сил.
Метою партії було здобуття місця в Європарламенті за підсумками виборів 2009 року, до участі в яких партія готувалася з 2006 року. Основними гаслами партії на виборах було відстоювання принципів приватності в Інтернеті, цивільних свобод та розвиток відкритого суспільства. Головний претендент на місце в Європарламенті Крістіан Енгстрем оголосив, що метою партії є реалізація своїх ідей спочатку у Швеції, а потім в усьому Європейському Союзі.
Соціологи передбачали, що через менший інтерес до європейських виборів електорату парламентських партій та протестні настрої виборців Партія піратів має реальні шанси отримати місце в Європарламенті, їй прогнозували понад 5 % голосів. За партію проголосували 7,13 % виборців (225 915 голосів), більшість з яких — активні користувачі Інтернету віком від 18 до 30 років. Головною причиною успіху партії вважають мобілізацію на вибори мешканців країни, які раніше не приходили на виборчі дільниці, оскільки вважали, що їх голос ні на що не впливає.
У Європарламенті Партія піратів отримала спочатку одне місце, яке зайняв Крістіан Енгстрем, а після набуття чинності Лісабонською угодою партія здобула право на ще на одне місце, яке отримала 22-річна Амелія Андерсдоттер, яка стала наймолодшим членом Європарламенту. У Європарламенті партія приєдналася до групи Зелені — Європейський вільний альянс, заявивши, що ідеологія цієї групи їм найближча, і вони підтримуватимуть цю групу з усіх питань, де не мають власної позиції.

### Передвиборча кампанія на вибори 2010 року
Ще до успішних виборів до Європарламенту Партія піратів оголосила про плани взяти участь і у парламентських виборах, які відбулися у 2010 році, вважаючи, що здобуття місця в Європейському парламенті може стати гарним початком для виборчої кампанії до Риксдагу. У своїй програмі партія позиціонувала себе як «альтернативу» існуючим партіям і планувала здобути «золоту акцію» у Ріксдазі, вступивши до коаліції в обмін на реформу інтелектуальної власності.
Станом на кінець вересня 2009 року партія нараховувала більш ніж 50 000 чоловік. У квітні 2010 року кількість членів партії знизилася вдвічі. Причиною цього стало те, що люди, які приєдналися до партії в квітні 2009 під час судового процесу над The Pirate Bay, не продовжили своє річне членство в партії.
18 березня 2010 року Партія піратів отримала першого депутата регіональної ради: у лені Сконе до партії приєдналася депутат Марі Фендер, обрана за списками Народної ліберальної партії.
Після того, як 17 травня 2010 року за рішенням суду провайдер Cablebunker припинив надавати хостинг торент-трекеру The Pirate Bay, Партія піратів взяла на себе хостинг частини серверів сайту, пояснюючи це необхідністю захисту законної діяльності сайту.
У серпні 2010 року Рікард Фальквінге оголосив про те, що Партія піратів розмістить на серверах їх партнерів частину серверів WikiLeaks. Організація WikiLeaks публікує документи, які не призначалися для друку, але стали доступними внаслідок витоку інформації. Оглядачі вважають, що ця співпраця буде вигідною для обох сторін. Внаслідок співпраці Партія піратів отримає привід для піару напередодні парламентських виборів та підтримку WikiLeaks у просуванні її ідеології, а WikiLeaks — надійний захист від переслідувань у США та політичну підтримку, особливо в разі проходження партії до парламенту.
За підсумками виборів 19 вересня 2010 року партія здобула 38 491 голос, що становить 0,65 % від загальної кількості виборців, що взяли участь у голосуванні. Таким чином, Партія піратів посіла дев'яте місце та стала найпопулярнішою позапарламентською політичною силою країни.

### Поточний статус
Після виборів 2010 року, на яких партія не пройшла до парламенту, віце-лідер партії Анна Труберг заявила, що на виборах відбувалися фальсифікації проти дрібних партій, такі як Партія піратів та Феміністська ініціатива, зокрема, вона звинуватила членів виборчих комісій у тому, що бюлетені провідних партій були розміщені значно зручніше для виборців, а на окремих дільницях бюлетені дрібних партій взагалі були відсутні. Наступного дня після виборів лідер партії Рікард Фальквінге прокоментував результати виборів, зазначивши, що вважає їх перемогою партій, яких не цікавлять важливі проблеми громадян, відзначив, що партія провела найкращу виборчу кампанію в своїй історії, та окреслив подальші плани партії. Згідно з його заявою, партія розпочала підготовку до виборів до Ріксдагу та до Європарламенту, які відбудуться в 2014 році, в рамках якої планує розвивати партійну структуру та організовувати тренінги для діячів партії, протягом двох років створити незалежний аналітичний центр, який розвиватиме піратську ідеологію, та продовжити брати участь у формуванні громадської думки.
1 січня 2011 року відбулися зміни в керівництві партії: після святкувань п'ятої річниці партії її засновник Рікард Фальквінге подав у відставку з посади голови партії, повідомивши, що залишиться в керівництві партії, однак більше часу приділятиме виступам та популяризації піратського руху за межами Швеції. Новим керівником партії стала колишній перший заступник Фальквінге Анна Труберг, яка, на думку колишнього голови партії, зможе популяризувати програму партії для тих, кому незрозумілий технічний бік питання.
10 січня нова лідер партії зібрала нову групу — команду оперативного керівництва, яка стане першим органом партії, який збиратиметься не в онлайн-режимі, а вживу. Очолила команду сама Анна Труберг та секретар партії Ян Ліндгрен, до команди також входять відповідальні за окремі напрямки роботи (проведення кампаній, освіту, комунікації та інформаційні технології), п'ять регіональних представників, колишній голова партії Рікард Фальквінге (як відповідальний за «євангелізм») та Крістіан Енгстрем (як представник у Європарламенті). Також цього дня було оголошено новий план дій на чотири роки, який передбачає політичний та ідеологічний розвиток, проведення тренінгів та цільових акцій.

## Програма партії
Згідно з версією 3.4 програми партії, затвердженою 12—25 квітня 2010 року, партія ставить перед собою три основні задачі:
1. Розвиток демократії, захист недоторканності приватного життя. На думку партійців, у шведському суспільстві панує атмосфера стеження та контролю за особистим життям. Партія піратів наполягає на неухильному дотриманні прав людини, свободи слова, прав на культуру та особистий розвиток, а також захисті приватної інформації громадян. Партія вимагає встановити суворий контроль над застосуванням сили та переслідуванням громадян. Визнається неприпустимою дискримінація за релігійною, етнічною, політичною, віковою, сексуальною або іншими ознаками. Пропонується розповсюдити таємницю листування не лише на звичайні листи, а й на електронну пошту, SMS та інші технології, зокрема, завдяки скасуванню Директиви про зберігання даних. «Пірати» пропонують визнати доступ до мережі Інтернет одним з основних цивільних прав, таких як право на чисту воду та доступ до телефонного зв'язку. Доступ до Інтернету партійці планують зробити для всіх рівним, з правом доступу до всіх без винятку вебсайтів та протоколів, а провайдерам, які не виконуватимуть цих умов, буде заборонено продавати свої послуги. Інтернет-провайдери мають бути, своєю чергою, повністю звільнені від відповідальності за завантажувану їх користувачами інформацію. Партія планує зробити процес державного управління та прийняття рішень максимально прозорим та відкритим, а також захищати демократичні цінності як у Швеції, так і в усьому Європейському союзі.
2. Вільна культура та реформування законодавства про авторське право. Партія піратів вважає, що авторське право має заохочувати створення, розвиток та поширення творів культури, оскільки безкоштовний доступ до культури для всіх на рівних умовах є вигідним для суспільства в цілому, і відтак пропонує збалансувати законодавство про авторське право. На думку партії, авторське право має передовсім забезпечувати право автора на ім'я, а не обмежувати доступ до творів. Зокрема, партія вважає за необхідне забезпечити вільний доступ до класичних творів літератури, фільмів та пісень, а також вільне розповсюдження ідей, знань та інформації. Партія пропонує змінити законодавство про авторське право так, щоб воно обмежувало лише комерційне використання та не впливало на добровільний обмін файлами з некомерційною метою. Крім того, партія планує скоротити термін дії авторських прав до п'яти років і дозволити (за нечисленними винятками) використання творів для створення похідних робіт. Технічні засоби захисту авторських прав пропонується заборонити, якщо вони обмежують поширення неконфіденційної інформації.
3. Реформування законодавства про патенти та монополії. Партійці зазначають, що приватні монополії шкодять конкуренції на ринку, а патенти є засобом маніпулювання ринком монополістами. Партія планує поступово скасувати патентну систему, оскільки вважає її такою, яка не заохочує, а перешкоджає інноваційній діяльності. «Пірати» вимагають від монополістів зробити свою діяльність прозорою, що стимулюватиме розвиток ринку та дозволить уникнути штучних перешкод для входження на ринок. У програмі пропонується законодавчо обмежити можливість створення монополій та зробити громадян рівними економічними партнерами на ринку. Партія вітає поширення результатів наукових досліджень у вільному доступі та наполягає на забезпеченні загального доступу до даних архівів без прив'язки до конкретного програмного забезпечення. Пропонується стимулювати перехід державних установ на відкрите програмне забезпечення. Законодавство про товарні знаки повинно забезпечувати лише захист споживачів від придбання підробок і не обмежувати використання товарних знаків у мистецтві, суспільній дискусії чи споживчій критиці.

Згідно з коментарями депутата Європарламенту від партії Крістіана Енгстрема, партія не планує розширювати свою політичну програму новими напрямками.

## Назва та символіка

Символ партії

Назва партії походить від терміну «піратство», який використовується хакерами на позначення нелегального копіювання матеріалів, захищених авторським правом. Подібну назву має колишня неприбуткова громадська організація Piratbyrån (дослівно «Піратське бюро») та вебсайт The Pirate Bay (дослівно «Піратська затока»).
Офіційним символом Партії піратів є чорне вітрило на білому тлі у формі літери P. Первинно кольором партії був чорний, проте згодом партія змінила свій офіційний колір на «піратський пурпурний». Цей колір означає, що партія не відносить себе ні до «синіх» (колір центристів та правиці), ні до «червоних» (колір лівиці), ні до «зелених».

## Партійна структура

### Партійні органи
Найвищим партійним органом є Щорічні збори членів партії. В цих зборах мають право брати участь усі члени партії на рівних умовах, кожен з яких має один голос. За рішенням Ради партії збори можуть проходити в електронному вигляді (зокрема, Щорічні збори 2010 року проходили саме в електронному вигляді). Щорічні збори розглядають фінансовий, аудиторський звіти та звіт про діяльність партії протягом попереднього року, затверджують план дій та бюджет партії, а також обирають Раду партії, аудитора (-ів) та заступника (-ів) і виборчу комісію.
Рада партії складається з Голови, 9—13 членів та 1—4 заступників. До Ради партії може бути обрана людина, яка є членом партії не менш, ніж протягом двох місяців. Члени Ради партії обираються раз на три роки таким чином, щоб щороку переобиралася третина членів. Голова обирається раз на два роки. Рада партії визначає лідера партії, робочу групу для вирішення оперативних завдань, розподіляє повноваження, готує річний звіт і фінансовий звіт, управляє активами партії, набирає персонал у разі необхідності та виступає з ініціативами.
Щорічні збори також призначають одного або двох аудиторів і не більш як двох заступників аудиторів. Аудитори готують аудиторський звіт про діяльність партії та представляють його на Щорічних зборах.
Згідно зі статутом, партійні органи проводять більшу частину своєї роботи та здійснюють листування в електронному вигляді, зокрема, через спілкування за допомогою Skype або IRC.
У партії діє «правило трьох піратів» (швед. trepiratersregeln). Згідно з ним, кожен член партії може виступити з ініціативою, яка в разі підтримки двома іншими членами та помірних витрат на її реалізацію автоматично отримує дозвіл на реалізацію.

### Лідери партії
- Рікард Фальквінге (1 січня 2006 — 1 січня 2011 року)
- Анна Труберг (з 1 січня 2011 року)

### Керівництво партії

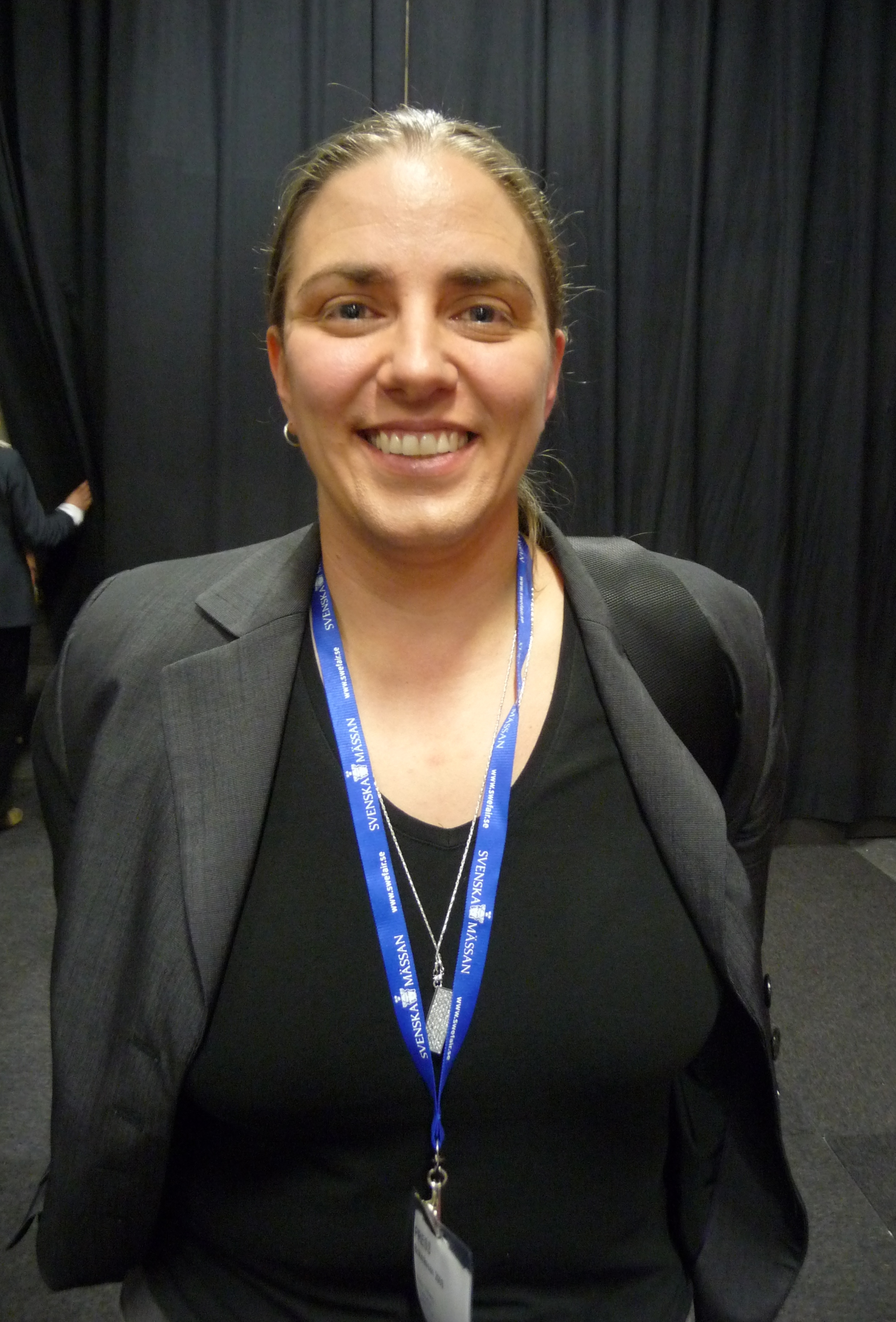
Голова партії Анна Труберг

На Щорічних зборах партії у квітні 2010 року було обрано Раду партії в такому складі:
- Рікард Фальквінге, Голова партії (подав у відставку 1 січня 2011 року[46]);
- Анна Труберг, перший заступник Голови (виконує обов'язки голови з 1 січня 2011 року після відставки Фальквінге[46]);
- Крістіан Енгстрем, заступник Голови;
- Рікард Ольссон, уповноважений Ради партії;
- Мікаель Нільссон, секретар Ради партії;
- Мортен Ф'єльстрем, секретар партії;
- Анна Свенссон, економіст партії;
- Маріт Дельден;
- Йоганна Юлен;
- Лейф Ерсгаг.

### Члени та фінансовий стан

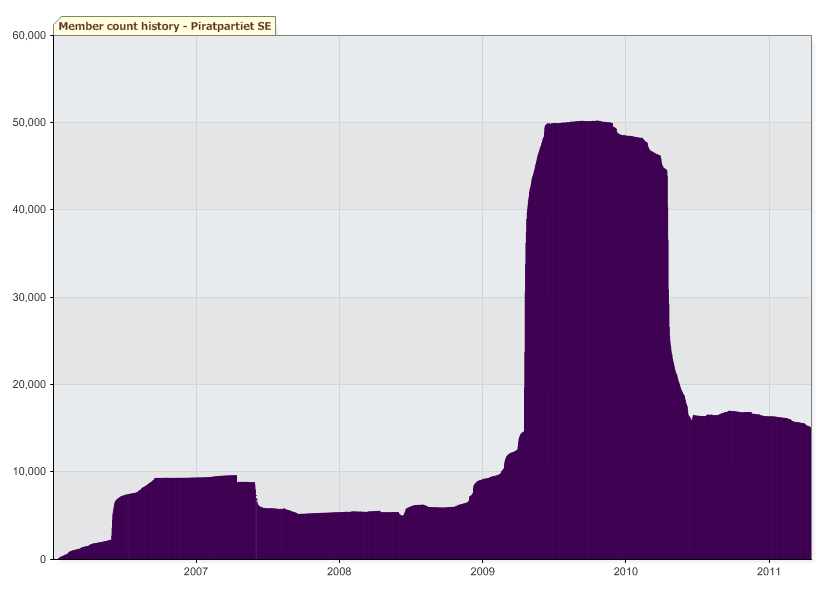
Зміна кількості членів партії у 2006—2011

Членом Партії піратів стати дуже просто: достатньо заповнити реєстраційну форму на сайті партії. Початково член партії отримує річне членство в партії, яке він надалі може щороку продовжувати ще на рік. Партія також має молодіжну організацію «Молодий пірат» (швед. Ung Pirat), яка має аналогічну процедуру набуття членства.
Система членства в Партії піратів піддається критиці, оскільки, в порівнянні з іншими партіями, членство в партії є безкоштовним та набувається шляхом реєстрації через Інтернет, що дозволяє реєструвати неіснуючих членів. Зокрема, одне зі шведських ЗМІ опублікувало статтю про те, як їм вдалося зареєструвати неіснуючу людину Kalle Kula (дослівно Дональд М'яч, алюзія на комічну шведську партію Дональда Дака, швед. Kalle Anka-partiet), що, на їх думку, свідчить про те, що частина членів партії не існує в реальному житті, а її кількість членів є роздутою. Натомість Крістіан Енгстрем запевнив, що регіональні представники партії ретельно перевіряють інформацію про нових членів зі свого регіону, і Kalle Kula був виключений із реєстру членів партії ще до появи статті про його реєстрацію, а реєстрацію через Інтернет практикують й інші партії Швеції. Іншою перевагою такої системи членства партійці вважають те, що кількість членів партії доступна будь-якої миті, в той час як інші партії оголошують дані про кількість своїх членів лише у кінці кожного року. Крім того, неактивні члени інших партій виключаються наприкінці календарного року, а неактивні члени Партії піратів виключаються через 365 днів після набуття членства.
На думку партійців, членство в партії є передусім ідеологічним питанням, оскільки дає змогу заявити громадянам про підтримку платформи партії, тому воно було зроблене безкоштовним (на початку існування партії воно було платним через потребу партії в коштах на свою діяльність). За офіційними даними 2009 року, в середньому кожен член партії за рік вніс близько 60 шведських крон (приблизно 70 гривень), що перевищує річні членські внески деяких парламентських партій.
Для підтримки партії на початку 2008 року була організована програма «Стань золотим піратом!» (швед. Bli Guldpirat!), спрямована на отримання фінансової підтримки від меценатів. Метою партії було залучення $ 10 мільйонів для отримання коштів на проведення виборчих кампаній 2009 та 2010 років. Згідно зі статистикою програми, партії вдалося залучити в середньому близько 100 тисяч крон на місяць, що дозволило проводити регулярні агітаційні кампанії, але не дало змоги організувати постійну роботу оплачуваних працівників. Протягом 2010 року фінансовий стан партії був стабільним, на її рахунках в середньому знаходилося від 300 до 500 тисяч крон, однак після виборів у жовтні 2010 року партія опинилася в боргах, і змогла вийти на позитивний баланс на рахунку лише в січні 2011 року.

### Електорат та виборча агітація
Основним електоратом партії є користувачі мережі Інтернет, які складають близько 70 % населення Швеції, зокрема користувачі пірінгових мереж та студенти. Більшість виборців партії становлять чоловіки віком від 20 до 30 років.
Основним засобом агітації за партію є Інтернет. Зокрема, партія активно рекламується у блогосфері, де з'явилася тематична мережа сайтів про партію, формуються групи підтримки партії у соціальних мережах. Разом з тим, висока популярність партії в Інтернеті трансформується у значно гірші показники на виборах через нижче використання Інтернету виборцями традиційних партій.

## Участь у виборах

### Парламентські вибори 2006 року

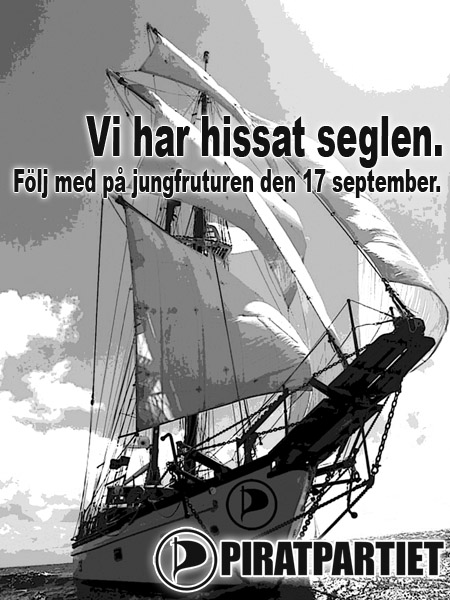
Передвиборча агітація 2006 року

На парламентських виборах, які відбулися 17 вересня 2006 року, Партія піратів виставила єдиний список з 22 кандидатів для всіх ленів. Перша десятка партії мала такий вигляд:
1. Рікард Фальквінге, 34 років, лідер партії.
2. Тор Скуде, 23 роки, студент.
3. Марі Андерссон, 42 роки, засновник сайту P2P Unite.
4. Міка С'єман, 26 років, бізнесмен.
5. Крістіан Енгстрем, 46 років, програміст та підприємець.
6. Рікард Ольссон, 38 років, консультант в галузі інформаційних технологій, телеведучий.
7. Джессіка Рікардссон, 30 років, домогосподарка.
8. Б'єрн Фельтен, 58 років, редактор новин Фідонету.
9. Карін Енгстрем, 42 роки, маркетолог.
10. Стефан Мюллер, 41 рік, консультант.

Партія піратів здобула 34 918 голосів на парламентських виборах 2006 року. Це становить 0,63 % загальної кількості голосів, що дозволило партії посісти 10-те місце. Партія не подолала чотиривідсоткового бар'єра та стала третьою за величиною позапарламентською партією Швеції.

### Вибори до Європарламенту 2009

Результати партії на виборах до Європарламенту 2009 року за муніципалітетом.
>7,13% (середнє за країною)
>4% (прохідний бар'єр)
<4%

На виборах до Європарламенту, які відбулися 7 червня 2009 року, перша десятка Партії піратів виглядала так:
1. Крістіан Енгстрем, 49 років, програміст та підприємець;
2. Амелія Андерсдоттер, 21 рік, студентка Лундського університету;
3. Маттіас Б'єрнемальм, 30 років, громадський активіст;
4. Анна Труберг, 35 років, письменник і перекладач;
5. Рікард Ольссон, 41 рік, консультант в галузі інформаційних технологій, телеведучий;
6. Рікард Фальквінге, 37 років, лідер партії;
7. Анна Свенссон, 28 років, фінансист;
8. Густав Ніпе, 20 років, студент-юрист;
9. Йоганна Юлен, 29 років, працівник хостингової компанії;
10. Б'єрн Фельтен, 60 років, редактор новин Фідонету.

За підсумками виборів партія отримала 225 915 голосів, що становить 7,13 % виборців. Партія здобула 12 % голосів виборців-чоловіків і лише 4 % підтримки серед виборців-жінок. Найбільшої переваги партія здобула у віковій групі від 18 до 30 років, де підтримка партії становила близько 19 %.
За персональними списками до Європарламенту пройшов Крістіан Енгстрем, а резервними кандидатами стали в порядку спадання підтримки виборців Амелія Андерсдоттер, Рікард Фальквінге та Маттіас Б'єрнемальм.

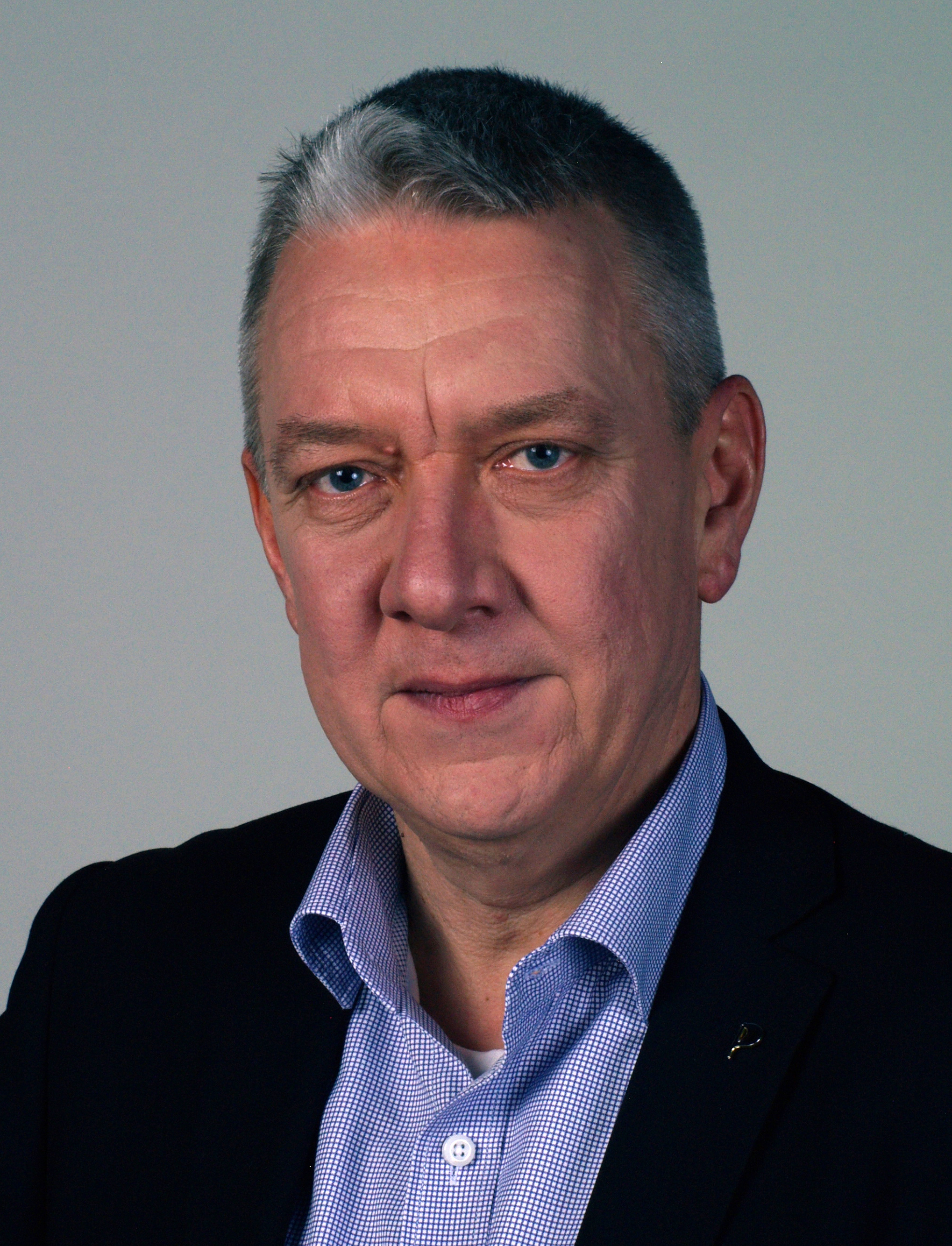
Крістіан Енгстрем
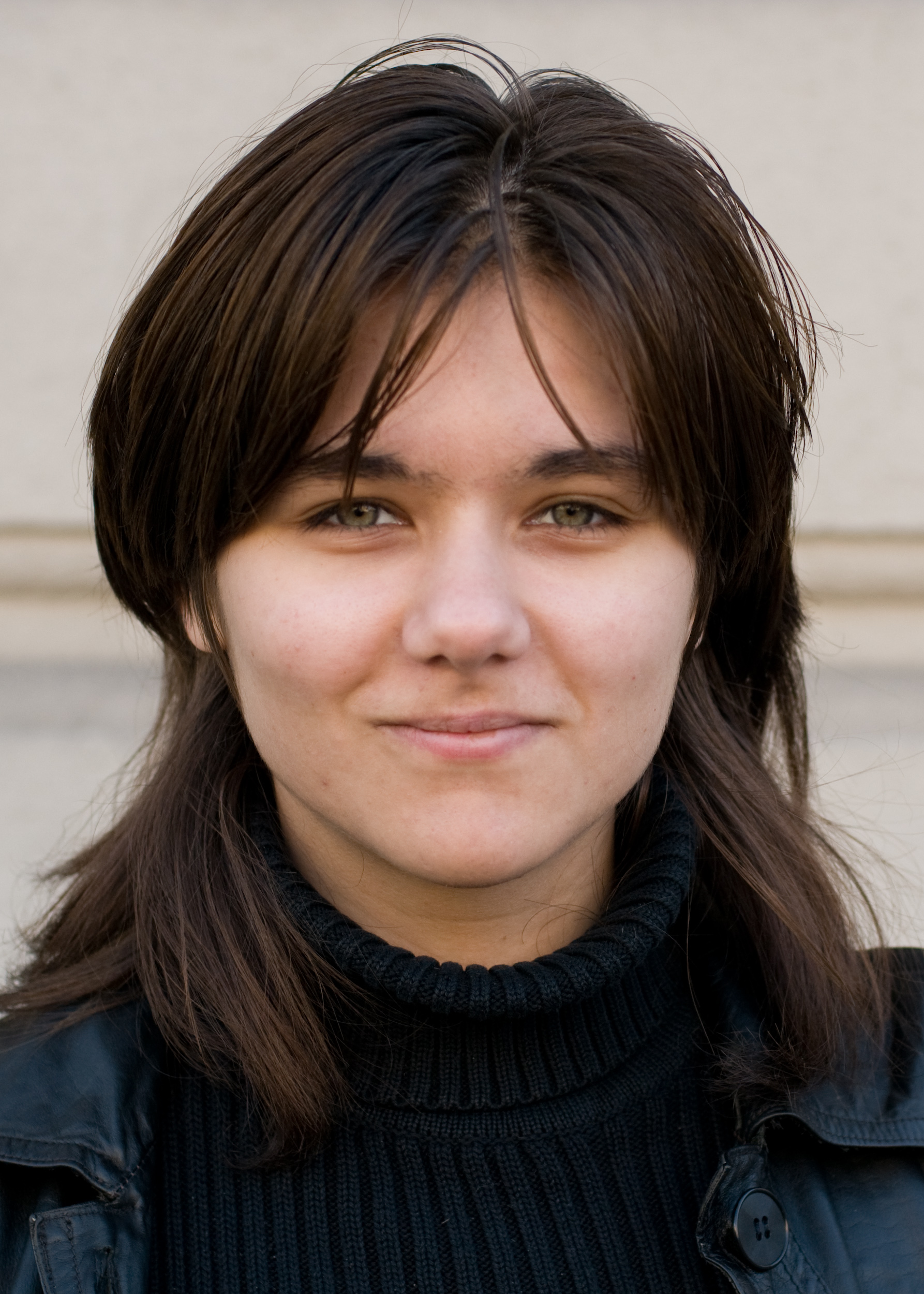
Амелія Андерсдоттер

### Парламентські вибори 2010

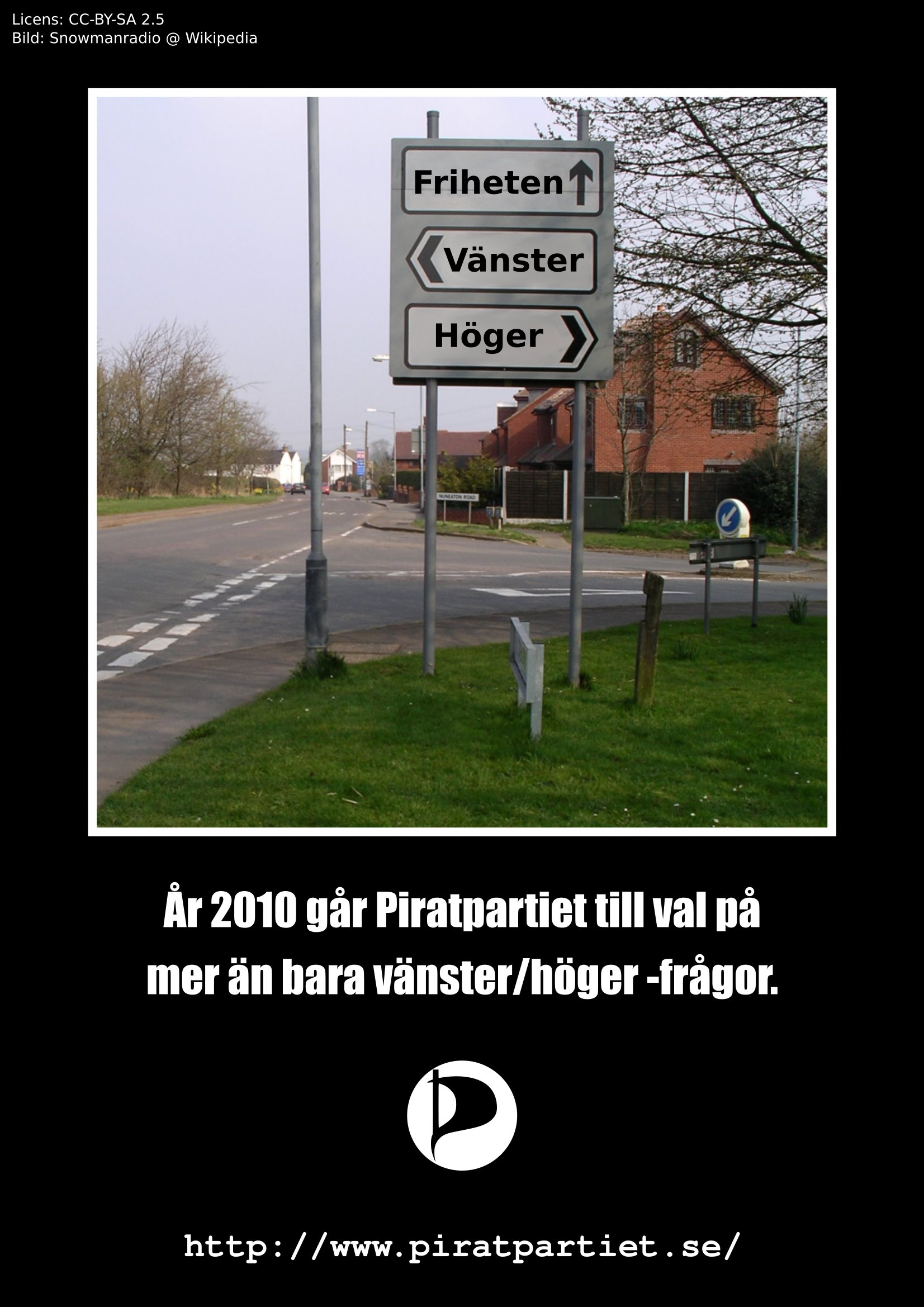
Передвиборча агітація 2010 року

На парламентських виборах 19 вересня 2010 року Партія піратів вперше у своїй історії виставила різні списки для поіменного голосування для різних частин Швеції. Партійці запропонували окремі списки для голосування для шести частин Швеції — Стокгольма, Півночі, Заходу, Центру, Сходу та Півдня. Перші п'ятірки партії у цих регіонах виглядали так (у дужках зазначено вік кандидата):
| Стокгольм                   | Північ                    | Схід                      | Південь                   | Захід                     | Центр                     |
| --------------------------- | ------------------------- | ------------------------- | ------------------------- | ------------------------- | ------------------------- |
| 1. Рікард Фальквінге (38)   | 1. Рікард Фальквінге (38) | 1. Рікард Фальквінге (38) | 1. Рікард Фальквінге (38) | 1. Рікард Фальквінге (38) | 1. Рікард Фальквінге (38) |
| 2. Анна Труберг (36)        | 2. Елла Бродін (20)       | 2. Анна Свенссон (30)     | 2. Сандра Гроссе (19)     | 2. Тесс Ліндгольм (19)    | 2. Рікард Ольссон (42)    |
| 3. Гун Свенссон (73)        | 3. Анна Труберг (36)      | 3. Анна Труберг (36)      | 3. Анна Труберг (36)      | 3. Анна Труберг (36)      | 3. Анна Труберг (36)      |
| 4. Карл Юхан Рехбіндер (48) | 4. Андерс Нордін (61)     | 4. Стефан Флод (25)       | 4. Густав Ніпе (22)       | 4. Калле Ведін (26)       | 4. Андреас Ларссон (26)   |
| 5. Джонні Ольссон (33)      | 5. Гун Свенссон (73)      | 5. Гун Свенссон (73)      | 5. Гун Свенссон (73)      | 5. Гун Свенссон (73)      | 5. Гун Свенссон (73)      |

За підсумками виборів партію підтримали 38 491 виборець, що становить 0,65 % загальної кількості голосів. За підсумками виборів партія не подолала прохідного бар'єра. Партії вдалося покращити свій результат у порівнянні з попередніми виборами, і вона стала найбільшою позапарламентською партією Швеції.

## Політичний вплив

### Національний вплив

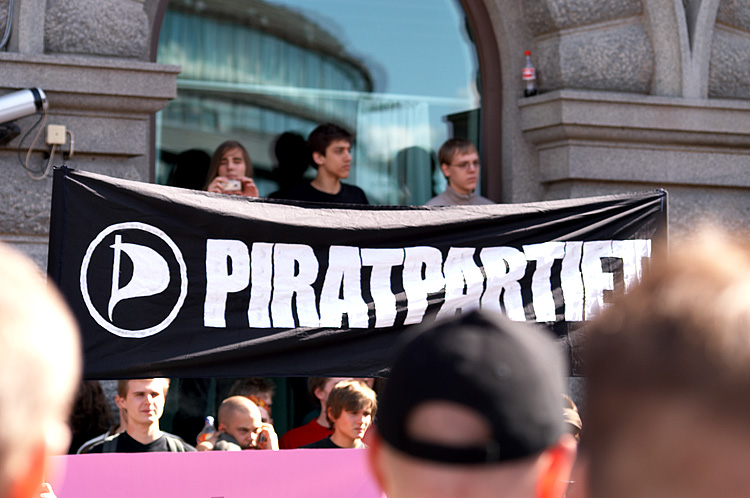
Банер партії на демонстрації

Під час виборів 2006 року принаймні три партії змінили своє ставлення до законодавства щодо авторського права, що, на думку оглядачів, підвищило їх популярність серед виборців саме за рахунок потенційного електорату Партії піратів. Партії зелених підтримала низку вимог Партії піратів щодо реформи авторського права, а Центристська та Ліва партії змінили своє ставлення до файлообмінних мереж: кандидати на посаду прем'єр-міністра від обох партій заявили, що не повинно бути обмежень на файлообмін.
Внаслідок так званих «піратських демонстрацій» 9 червня 2006 року Міністр юстиції Томас Бодстрем заявив, що готовий розглянути зміни до ухваленого 2005 року закону, що забороняв завантаження захищеного авторським правом матеріалу.
3 січня 2008 року семеро депутатів від правлячої Поміркованої партії опублікували звернення з закликом скасувати усі обмеження на файлообмін:
|  | Декриміналізація всіх некомерційних файлообмінних мереж та адаптація ринку є не просто найкращим рішенням. Це єдине рішення, якщо ми не хочемо жорсткішого контролю за діями наших громадян в Інтернеті |

Партія піратів також підтримує зв'язки з іншими шведськими організаціями подібного спрямування. Зокрема, партія активно співпрацювала з неурядовою організацією Piratbyrån до її розпаду, проте організації були повністю незалежні одна від одної. Партія від свого заснування активно співпрацює BitTorrent-трекером The Pirate Bay, а з 2010 року також надає йому послуги хостингу. На думку деяких оглядачів, ці організації разом формують один з найбільших осередків критики авторського права у світі.

### Вільне програмне забезпечення
Річард Столмен виступив з критикою ідеї Партії піратів про скорочення терміну дії авторських прав до п'яти років, оскільки вважає, що це зашкодить розвиткові руху вільного програмного забезпечення. На думку Столмена, оскільки більшість вільного програмного забезпечення, передусім GPL, базується на довгостроковому авторському праві, скорочення терміну захисту авторських прав до п'яти років дасть змогу використовувати його у власницькому програмному забезпеченні по завершенню терміну дії авторських прав. Але оскільки використання власницького програмного забезпечення обмежене ліцензіями, а сирцевий код недоступний, вільне програмне забезпечення стане недоступним для модифікації через п'ять років. Столмен заявив, що в програмі партії слід передбачити або передачу в суспільне надбання сирцевих кодів власницького програмного забезпечення через такий самий термін, або збільшити пропоновані терміни захисту авторських прав, надавши більше прав на використання робіт, захищених авторським правом.

## Міжнародні зв'язки

Офіційно зареєстрована піратська партія
Активна незареєстрована піратська партія
Створення обговорюється міжнародною ПП
Немає піратської партії

Партія піратів є співзасновником Інтернаціоналу піратських партій (PP International), яка об'єднує піратські партії світу, створені за зразком шведської партії. У червні 2007 року у Відні відбулася міжнародна конференція «Політика нового покоління?! Пірати до Брюсселя у 2009!?», на якій представники піратських партій та громадських організацій обговорили майбутнє руху. Влітку 2008 року у шведській Уппсалі представники піратських партій світу підписали Уппсальську декларацію, яка сформулювала спільну платформу для участі на виборах до Європарламенту 2009 року.
За кілька місяців після появи Партії піратів Швеції аналогічні партії були створені піратські партії у Іспанії, Австрії, Німеччині та Польщі. Станом на 2010 рік партії такого типу вже діють у 33 країнах (України серед них немає). Крім шведської Партії піратів, у виборах значних успіхів досягла Партія піратів Німеччини, яка здобула 0,9 % голосів на виборах до Європарламенту 2009 року та набрала 2,0 % за партійними списками на загальнонаціональних виборах до Бундестагу у 2009 році та, як і шведська партія, стала найбільшою позапарламентською партією своєї країни.